# Robert Broadwell
Robert Broadwell, nato Robert Bragdon Broadwell (17 settembre 1878 – Los Angeles, 27 giugno 1947), è stato un regista statunitense del cinema muto. Talvolta, si firmava anche Robert B. Broadwell.
Lavorò, negli anni dieci, per David Horsley, il produttore che, pioniere del cinema, aveva impiantato a Hollywood il primo studio cinematografico stabile.

## Biografia
Nato nel 1878 nel Massachusetts, Broadwell diresse il suo primo film, Could a Man Do More?, nel 1915 per la Centaur Film Company, la casa di produzione fondata da Horsley. Lavorò molto spesso con lo sceneggiatore e attore Crane Wilbur, conosciuto per formare sullo schermo coppia con la popolarissima Pearl White. Insieme a lui, Broadwell firmò anche una regia in collaborazione.
Nel 1916, il regista diventò produttore creando la Broadwell Productions, ma la compagnia si fermò a un solo film, A Cry at Midnight, pellicola che segna il debutto cinematografico come regista di Alexander Hall.

## Filmografia

### Regista
- Could a Man Do More? (1915)
- The Mystery of Carter Breene (1915)
- Vengeance Is Mine! (1916)
- A Law Unto Himself (1916)
- The Wasted Years (1916)
- A King o' Make-Believe (1916)
- The Fool's Game (1916)
- The Haunting Symphony (1916)
- For Her Good Name (1916)
- The Painted Lie, co-regia Harrish Ingraham e Crane Wilbur  (1917)
- The Great Radium Mystery, co-regia Robert F. Hill (1919)

### Aiuto regista
- Branding Broadway, regia di William S. Hart (1918)

### Produttore
- A Cry at Midnight, regia di Alexander Hall (1916)